# Dave McKean
Dave McKean   (Maidenhead, 29 de desembre de 1963)' és un il·lustrador i dissenyador anglès. El seu poder creatiu i artístic enlluerna tots els amants del disseny i de la il·lustració. És, a més, fotògraf, músic (pianista) i un incipient director de cinema.

## Biografia
Des de molt petit va estar vinculat amb l'art. Va tenir la influència del seu pare, que era pilot d'avions i en les seves estones lliures gaudia dibuixant. Va estudiar al Berkshire College of Art and Design, un dels millors instituts artístics. Allà va conèixer a José Muñoz i a Bill Sienkiewicz, del primer en especial se li denota una important influència. Però la relació més important la va establir, també al Berkshire College, amb Neil Gaiman. Aquest havia nascut a Port Chester, Anglaterra, l'any 1960, i en aquells moments era un periodista que ja aspirava a convertir-se en guionista de còmics. Van començar a treballar en conjunt i la fama de tots dos va començar a créixer gràcies als treballs més importants realitzats a les acaballes del segle xx. Neil Gaiman va encarregar a Dave McKean la il·lustració de les seves històries i aquestes automàticament van sorprendre i van agradar per la rica bellesa de les seves imatges. Els dissenys de McKean són forts visualment i ofereixen imatges irreals, oníriques i disperses pel seu estil, recolzat fortament en la pintura i en l'ús del collage.

## Obra
Dave McKean va començar el seu treball de manera artesanal si es compara amb els recursos amb què ha anat progressant la seva tècnica. Abans realitzava un collage i després el fotografiava, però amb l'arribada dels nous programes de disseny el seu poder creatiu s'ha vist notablement enriquit. Es va encarregar d'il·lustrar, entre altres historietes de Neil Gaiman: Casos Violentos, Orquídea Negra, Signal to Noise, Mr. Punch i totes les portades de la famosa The Sandman. Cal destacar també la creació de Batman: Arkham Asylum, amb el guionista Grant Morrison. També ha creat portades de discs, entre les quals es destaquen els treballs per a Tori Amos, Iain Sinclair, (Slow Chocolate Autopsy), Rolling Stones (Voodoo Lounge), The Misfits, Alice Cooper i Skinny Puppy. Per a la premsa ha realitzat dissenys per a The New Yorker, i en l'àmbit publicitari ha creat imatges per a Sony PlayStation i Kodak. Pel que fa a llibres, Dave McKean s'ha encarregat de la il·lustració de llibres de Stephen King i Neil Gaiman, però també n'ha publicat altres en els quals és il·lustrador i guionista. La seva obra principal en solitari és Cages, però també són molt importants Dust Covers (recopilació de les portades de The Sandman), A Small Book of Black and White, Option Click, The Particle Tarot (dues parts), i un dedicat als nens que va titular The Day I Swapped My Father for Two Goldfish.
El 2005 es va estrenar com a director de cinema amb Mirrormask, una pel·lícula del gènere fantasia i per a la qual va comptar amb la col·laboració de Neil Gaiman per a l'escriptura. També compta amb els curtmetratges: Neon, The Week Before, Shakespeare's Sonnet, Reason i Me and my big idea.